# Sitar
Sitar je 126. najbolj pogost priimek v Sloveniji, ki ga je po podatkih Statističnega urada Republike Slovenije na dan 31. decembra 2007 uporabljalo 1.180 oseb, na dan 1. januarja 2011 pa 1.185 oseb ter je med vsemi priimki po pogostosti uporabe zavzel 124. mesto.

## Izvor
Sitar je izdelovalec sit.

## Znani nosilci priimka
- Aco Sitar, smučarski strokovnjak, trener, inovator
- Alja Sitar (*1992), atletinja
- Ciril Sitar (1889–1969), mizar, graver, grafik; organizator in začetnik poklicnih učnih delavnic gluhih in naglušnih[2]
- Damjan Sitar (*1981), atlet deseterobojec
- Dejan Sitar (*1979), lokostrelec
- Edvard Sitar (1914–1986), tekstilec, partizanski pesnik, izumitelj, pedagog in avtor popevk
- France Sitar (1910–1973), agronom, sadjar
- Iztok Sitar (*1962), ilustrator, stripar in karikaturist
- Janez Sitar (1916–1989), agronom
- Jasna Sitar, geografinja
- Jelena Sitar (-Cvetko) (*1959), lutkarica in publicistka
- Matej Sitar, sodobni umetnik
- Mateja Neža Sitar (*1976), umetnostna restavratorka
- Metka Sitar, arhitektka, profesorica UM
- Mirko Sitar (*1929), smučar, politični in športni delavec
- Nives Sitar (*1972), alpska smučarka
- Pavla Sitar (*1943), atletinja paraplegičarka
- Polona Sitar, etnologinja in kulturna antropologinja
- Rafael Sitar (*1941), harmonikar in izdelovalec harmonik
- Rok Sitar (*1980), motokrosist
- Sandi Sitar (*1937), umetnostni zgodovinar, zgodovinar znanosti in tehnike, pisatelj, publicist in novinar
- Taja Sitar (*2006), smučarska skakalka
- Vladimir Sitar (*1961), trener borilnih veščin, športni delavec
- Vlado Sitar (*1953), lokostrelec
- Zlatko Sitar, profesor v Severni Karolini (ZDA), sodelavec IJS